# بيغاديتش
بيغاديتش هي بلدة وقضاء في محافظة بالق أسير بمنطقة مرمرة، تركيا. تمتلك بيغاديتش أكبر احتياطي من البورون في تركيا والعالم. ولدى قرى بيغاديتش احتياطيات من المياه الحرارية الطبيعية والتي تحتوي على السيلينيوم والكبريت.

## أعلام
- اوكان يالابيك